# 13672 Tarski
13672 Tarski este un asteroid din centura principală, descoperit pe 30 mai 1997, de Paul Comba.